# Phil Lewis
Phil Lewis, eg. Philip Francis Lewis, född 9 januari 1957 i London, är en brittisk rocksångare som är sångare i det amerikanska rockbandet L.A. Guns. Innan han började i L.A. Guns var han med i gruppen Girl (där också Def Leppard-gitarristen Phil Collen tidigare ett tag var medlem), och i banden New Torpedo och Tormé. Tillfälligt, när han tagit paus från L.A. Guns, har Lewis också varit sångare i banden Filthy Lucre och Liberators.

## Diskografi (urval)
Album med Girl
- Sheer Greed (1980)
- Wasted Youth (1982)
- Killing Time (1997)

Album med Tormé
- Back To Babylon (1986)
- Die Pretty, Die Young (1987)

Med Filthy Lucre
- Popsmear (1997)

Solo
- EL Nino (1998)
- More Purple Than Black (1999)
- Access Denied (2000) (också utgivet som The Liberators album)
- Gypsy : Semi Precious Gems (2007)

Studioalbum med The Liberators
- Access Denied (2000) (också utgivet som Phil Lewis soloalbum)

## Filmografi
- Witchmaster General (2008) (som Dr. Phineas Gorgon)